# Creoleon mashunus
Creoleon mashunus is een insect uit de familie van de mierenleeuwen (Myrmeleontidae), die tot de orde netvleugeligen (Neuroptera) behoort. 
Creoleon mashunus is voor het eerst wetenschappelijk beschreven door Péringuey in 1910.